# Alexander Van Rensselaer
Alexander Van Rensselaer, né le 1er octobre 1851 à Burlington dans le New Jersey et mort le 18 juin 1933 à Chesnut en Pennsylvanie, est un philanthropie américain, joueur de tennis, de cricket et parrain de l'Université de Princeton.

## Biographie
Alexander Van Rensselaer nait de Cortlandt Van Rensselaer (en) et de Catherine Ledyard en 1851. Il vit sa jeunesse au sein d'une famille philadelphienne aisée. Il étudie à l'Université de Princeton dont il est diplômé en 1871.
En janvier 1898, van Rensselaer se marie avec Sarah Fell, fille de Anthony Drexel, après qu'elle soit devenue veuve de son premier mari. De ce mariage, van Rensselaer touche indirectement environ 35 000 000 $. Sa fortune personnelle et celle de sa femme lui permet de ne pas avoir à travailler pour vivre. Il se concentre alors dans le financement d'arts et de scientifiques. Il devient dans cette optique président de l'Orchestre de Philadelphie en 1901 jusqu'à sa mort. De plus, il finance l'Université de Princeton et en devient mécène. En 1901, il procède à un tour du monde où il voyage avec sa femme. Tour d'abord au Japon où il est accueilli par l'Empereur Meiji, puis en Grande-Bretagne où ils sont reçus par la famille royale. Enfin, il visite l'Inde, sous domination britannique, et rencontrent le vice-Roi des Indes.
Tout au long de sa vie, van Rensselaer a largement participé au financement des instituts créées par Anthony Drexel, notamment l'Université Drexel dont il devient président du conseil d'administration. 

Sa femme meurt en 1929, à l'âge de 69 ans dans leur domaine à Fort Washington ; van Rensselaer la suit 4 ans plus tard, alors qu'il a 82 ans à Philadelphie. Il est aujourd'hui enterré à l'église Saint Thomas à Whitemarsh Township.

### Carrière sportive
L'Américain participe aux touts premiers US Open, alors appelé US National Championships. Lors des éditions 1881, 1883 et 1884, il atteint la finale du double messieurs avec Arthur Newbold pour les deux premières fois et Walter Berry pour 1884. Il perd ces trois finales. 
Van Rensselaer joue également au cricket à haut niveau lorsque ce sport est très populaire à Philadelphie. À la Coupe d'Halifax de 1880, il représente le Young America Cricket Club et remporte la première édition de ce tournoi. Il remporte également les éditions suivantes de 1881, 1883 et 1885. Van Rensselaer continue à pratiquer ce sport au moins jusqu'en 1891, âgé de 41 ans, où il représente le Germantown Cricket Club lorsqu'il part vivre à Philadelphie.

## Palmarès en tennis

### Finale en Grand Chelem
| Année | Tournoi                    | Surface | Partenaire        | Adversaires                     | Score               |
| ----- | -------------------------- | ------- | ----------------- | ------------------------------- | ------------------- |
| 1881  | Championnat des États-Unis | Gazon   | Arthur Newbold    | Clarence Clark Frederick Taylor | 5–6, 4–6, 5–6       |
| 1883  | Championnat des États-Unis | Gazon   | Arthur Newbold    | James Dwight Richard Sears      | 0–6, 2–6, 2–6       |
| 1884  | Championnat des États-Unis | Gazon   | Walter V.R. Berry | James Dwight Richard Sears      | 4–6, 1–6, 10–8, 4–6 |